# مايورا إنداه
مايورا إنداه (بالإندونيسية: Mayora Indah)‏ هي شركة أطعمة ومشروبات إندونيسية تأسست في 17 فبراير 1977. يقع مقرها الرئيسي في جاكرتا.